# Jacob Palis
Jacob Palis (Uberaba, 1940. március 15. – Rio de Janeiro, 2025. május 7.) brazil matematikus.

## Pályafutása
Doktori tanácsadója Stephen Smale volt, míg doktori hallgatói Artur Oscar Lopes, Ricardo Mañé, Welington de Melo, Carlos Gustavo Moreira, Enrique Pujals és Marcelo Viana voltak. Számos tudományos társaság tagja.

## Díjai, elismerései
- TWAS-díj (1988, matematikai)[4]
- a francia Becsületrend lovagja (2005)
- Balzan-díj (2010)[5]